# Адрианополь (линейный корабль, 1830)
«Адрианополь» — парусный линейный корабль Черноморского флота Российской империи, находившийся в составе флота с 1830 по 1850 год. Участник Босфорской экспедиции и создания Кавказской укреплённой береговой линии. Во время несения службы использовался для высадки десантов, перевозки войск и участия в практических плаваниях в Чёрном море, а по окончании службы был разобран.

## Описание корабля
Парусный линейный корабль, длина корабля составляла 58,5 метра, ширина — 15,7 метра, а осадка — 4,6 метра. Вооружение корабля по сведениям из различных источников составляли от 84 до 108 орудий. Экипаж корабля состоял из 830 человек.
Корабль был назван в честь взятия русской армией 8 (20) августа 1829 года турецкой крепости Адрианополь. В этой же крепости 2 (14) сентября 1829 года был подписан мирный договор с Турцией.

## История службы
Линейный корабль «Адрианополь» был заложен 27 августа (8 сентября) 1829 года на стапеле Спасского адмиралтейства в Николаеве и после спуска на воду 11 (23) сентября 1830 года вошёл в состав Черноморского флота России. Строительство вёл корабельный мастер в звании подполковника Корпуса корабельных инженеров А. К. Каверзнев. В следующем 1831 году корабль перешёл из Николаева в Севастополь.

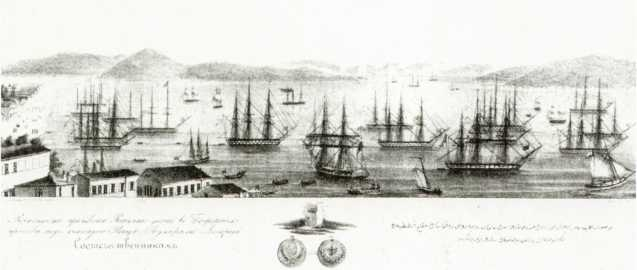
Эскадра Черноморского флота в Босфоре. Гравюра 1830-х годов

В кампанию 1833 года принимал участие в экспедиции Черноморского флота на Босфор. Был включён в отряд под общим командованием контр-адмирала М. Н. Кумани, который 6 (18) марта пришел из Севастополя в Одессу, где на корабли были погружены войска. 16 (28) марта отряд покинул Одессу и 6 марта (5 апреля) прибыл в Буюк-Дере, где с кораблей был высажен десант. 28 июня (10 июля) на корабль были вновь погружены войска и он в составе эскадры контр-адмирала М. П. Лазарева вышел из пролива Босфор обратно в Чёрное море. Доставив войска в Феодосию, 22 июля (3 августа) корабли эскадры вернулись в Севастополь. 
В кампании 1834 и 1835 годов в составе эскадр кораблей Черноморского флота принимал участие в практических и крейсерских плаваниях в Чёрном море. В 1836 году корабль подвергся тимберовке, а в кампанию следующего 1837 года вновь в составе практической эскадры выходил в плавания в Чёрное море.

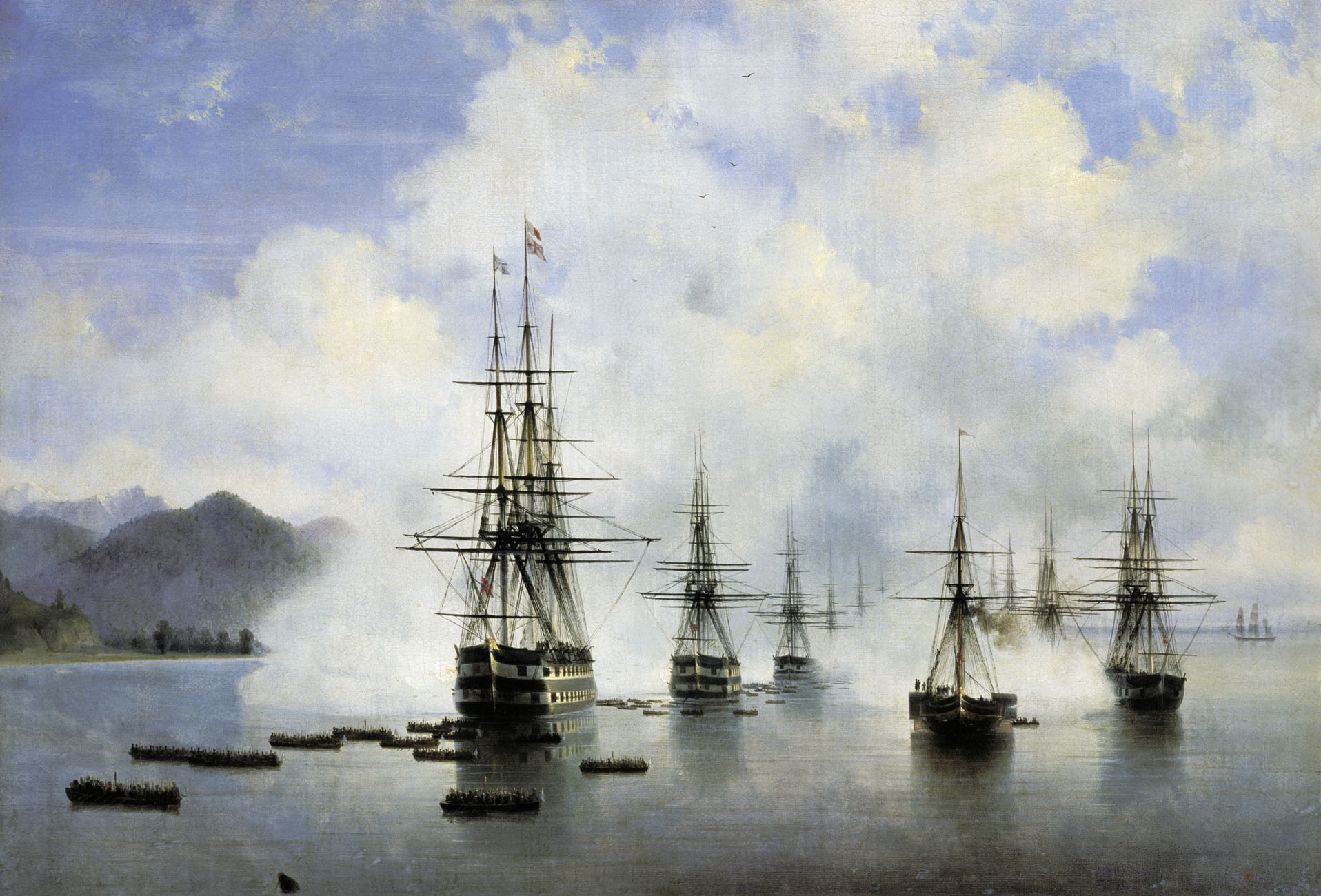
Картина И. К. Айвазовского «Десант Н. Н. Раевского в Субаши», 1839 год

Принимал участие в создании Кавказской укреплённой береговой линии. В кампанию 1838 года 12 (24) мая в составе эскадры вице-адмирала М. П. Лазарева принимал участие в высадке десантов, основавших Вельяминовское укрепление в устье реки Туапсе, а 10 (22) июля в составе эскадры контр-адмирала С. П. Хрущова — в высадке десантов, основавших Тенгинское укрепление в устье реки Шапсухо. В кампанию следующего 1839 года снова принимал участие в высадке десантов: 3 (15) мая в составе эскадры М. П. Лазарева в устье реки Субаши, а 7 (19) июля составе эскадры С. П. Хрущова в устье реки Псезуапсе. Высадившиеся десанты основали Головинское и Лазаревское укрепления соответственно. В кампанию 1839 года за действия по занятию горских аулов командир корабля капитан 1-го ранга Ф. И. Ратч был награждён орденом Святого Владимира IV степени с бантом. 10 (22) мая и 22 мая (3 июня) 1840 года в составе эскадры вице-адмирала М. П. Лазарева высаживал десанты для взятия Вельяминовского и Лазаревского фортов, ранее захваченных горцами.
В апреле 1841 года находился в составе отряда, перевозившего войска из Керчи в Сухум-Кале, в кампанию этого года также выходил в практические плавания в Черное море, а командир корабля 5 (17) декабря был награждён орденом Святого Георгия IV степени за выслугу 25 лет в офицерских чинах. Кампании 1842 и 1843 годов корабль вновь провёл в практических плаваниях в Черное море. В 1845 году линейный корабль «Адрианополь» был отчислен к порту, а по окончании службы был разобран по одним данным в 1850 году, а по другим в 1855 году.

## Командиры корабля
Командирами линейного корабля «Адрианополь» в разное время служили:
- капитан 2-го ранга A. M. Костенич (1833 год)[комм. 4][7];
- капитан 2-го ранга, а с 28 марта (9 апреля) 1836 года капитан 1-го ранга А. С. Ушаков (1834—1837 год)[8];
- капитан 1-го ранга Ф. И. Ратч (1838—1844 год)[9].